# Microplidus usambaranus
Microplidus usambaranus är en skalbaggsart som beskrevs av Moser 1918. Microplidus usambaranus ingår i släktet Microplidus och familjen Melolonthidae. Inga underarter finns listade i Catalogue of Life.